# 连读
连读（法语：enchaînement）是一种语音学现象，主要出现在法语和英语中。

## 例子
许多语言都有连读现象，但除法语外要求一般不严格。

### 英语[1]
以下为部分英语连读现象：
举例
out‿ of‿ association
things‿ in‿ August
in‿ an‿ instant
/aʊt‿əv‿əˌsoʊsiˈeɪʃən/
/θɪŋz‿ɪn‿ˈɔːɡəst/
/ɪn‿ən‿ˈɪnstənt/

#### 狭义连读
如“举例”所述，在英语中，之前的辅音往往会和之后的辅音连读。

##### 广义连读

###### 省略音节
ceremony /ˈsɛrəˌmoʊni/ → ceremony （不读后面读作/ə/，即中央元音的 e ；英式英语也不再读 r ）

###### 同音省略
good day /ɡʊd‿eɪ/

###### 同化[2]
同化后，所有爆发音（英語：plosive）都会剧烈减弱。
顺行同化：
that job
good night
map roll
逆行同化：
dogs /g/ + /s/ = /gz/
异化
sky

### 普通话（北京）
标准普通话不允许连读，但北京话有连读的现象。
普通话：中央电视台
zhōng yāng diàn shì tái
北京话：装垫儿台
zhuāng diànr tái